# Two Tone Club
Two Tone Club est un groupe de ska français originaire de Montbéliard (Doubs) composé de huit musiciens.

## Style
Ils pratiquent du ska 2 tone, du rocksteady et du skinhead reggae à la manière des swings des années 1960, s'inspirant du early reggae aux sons typiques de la vague anglaise 2 Tone des années 1980.

## Biographie
Le groupe a effectué plus de trois cents concerts à travers l'Europe et a joué dans de nombreux festivals français et européens dont les festivals Eurockéennes, Artefacts, Dutchska fest, Potsdam ska fest, etc. 
En 2018 ils sortent leur dernier opus Don't look back , enregistré et mixé par le producteur anglais Tony Platt.

## Liste des membres
- Mister Black : chant (issu de Gangster All Star)
- Mister White : guitare (idem)
- Mister Blond : trombone (idem)
- Mister Blue : saxophone (idem)
- Mister Brown : basse
- Mister Red : trompette
- Mister Orange : batterie
- Mister Green : clavier
- Mister Pink : manager, dit chef

## Discographie
- 2002 - Number 1, 10 titres, autoproduction.
- 2005 - Turn Off, 14 titres, Productions de l'impossible, BIG8RECORDS, GROVER, Productions spéciales.
- 2007 - Now is the time, 15 titres, Productions de l'impossible, TwoToneClub corp, GROVER, PIAS.
- 2018 - Don't look back, 14 titres, Productions de l'impossible, TwoToneClub corp.